# IC 2235
IC 2235 је двојна звијезда у сазвјежђу Рак која се налази на листи објеката дубоког неба у Индекс каталогу.
Деклинација објекта је + 24° 4' 41" а ректасцензија 8h 13m 34,1s.